# Aria Dinata
Aria Dinata (Jakarta, 12. srpnja 2003.) indonezijski je igrač badmintona koji nastupa za Hrvatsku od siječnja 2023.
U svojim juniorskim danima, Dinata je 2017. godine osvojio naslov u pojedinačnoj konkurenciji za muškarce do 15 godina na „Singapore Youth Internationalu”. Bio je član badmintonskog kluba PB Jaya Raya.
U ožujku 2023. završio je drugi s Filipom Špoljarcem u disciplini muških parova na „Giraldilla International”. U rujnu 2023. osvojio je svoj prvi međunarodni naslov na Latvijskom međunarodnom prvenstvu. Obranio je svoj naslov na Latvijskom međunarodnom prvenstvu 2024. pobijedivši u finalu Valentina Singera. U listopadu 2024. osvojio je svoj treći naslov na „Algeria International”.
Natjecao se na Europskom prvenstvu u badmintonu 2025. i osvojio prvo odličje za Hrvatsku na Europskom prvenstvu. Bio je treći.